# Creative Playthings

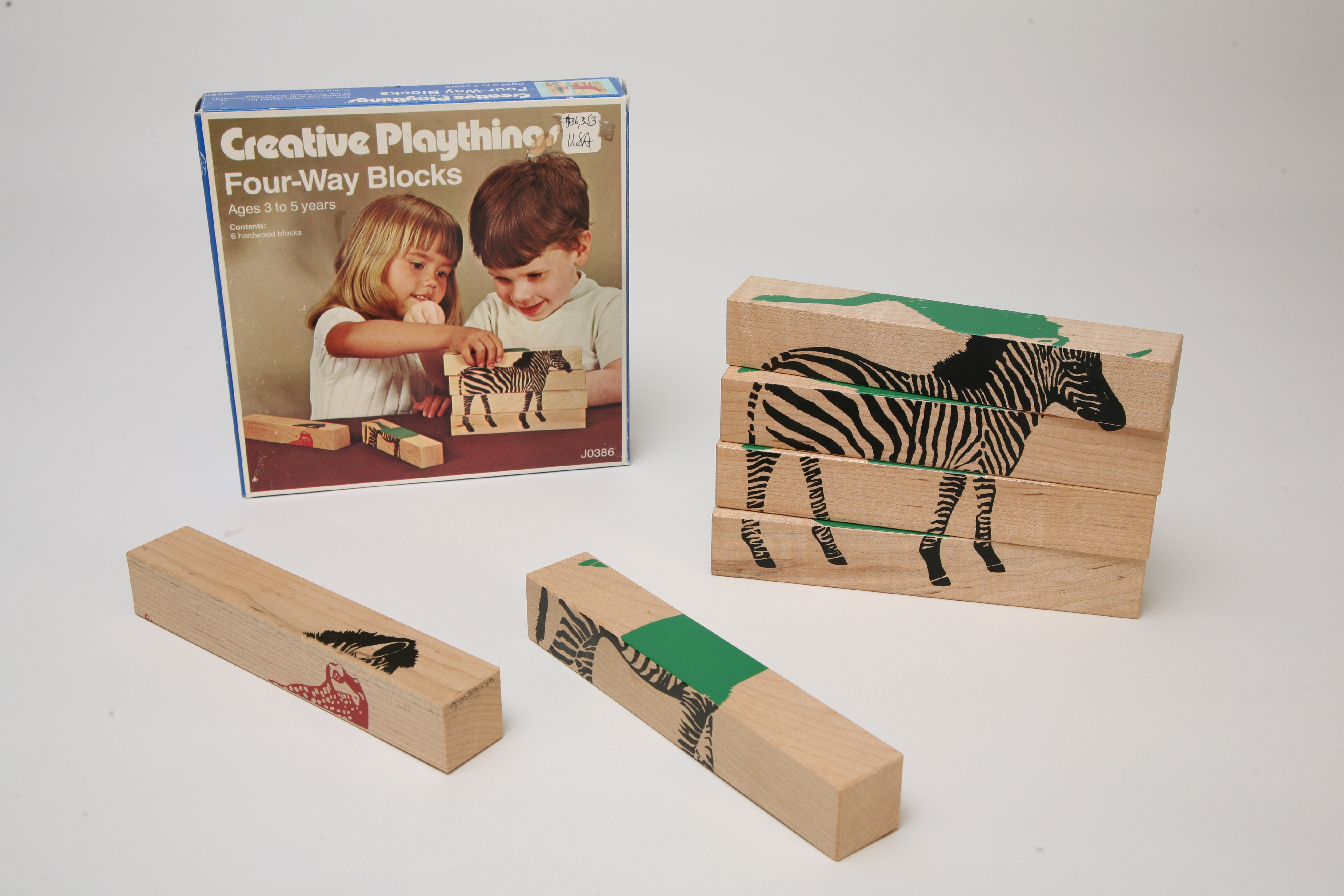
Деревянная головоломка производства Creative Playthings

Creative Playthings — магазин и каталог развивающих игрушек, созданный Фрэнком и Терезой Каплан в Нью-Йорке в 1945 году.
Изначально Тереза была продавцом в магазине, а Фрэнк строгал игрушки, пока покупатели ждали в магазине. Каплан считали, что деревянные неокрашенные игрушки абстрактной формы, которые подчёркивают форму, цвет и текстуру, будут стимулировать воображение играющих в них детей.
Начиная с 1949 года компания сотрудничала с Музеем современного искусства Нью-Йорка; в саду музея была проведена выставка-дом с включением придуманных супругами Каплан пустотелых блоков, которые могли быть использованы согласно фантазии детей, а не задумке производителя.
В сотрудничестве с рядом известных художников компания разрабатывала площадки для детских уличных игр, заслужившими ряд наград . В 1954 году была разработана серия «Playforms» — гладких скульптурных деревянных игрушек — животных, транспорта, — легко помещающихся в руки детей.
В 1967 году компания представила первые анатомически правильные куклы в США, встреченные спорно.
В 1966 году компанию купила CBS в рамках своего выхода на рынок образовательных материалов. Фрэнк ещё два года оставался директором-консультантом компании, а в 1968 году стал президентом Обучающего центра CBS. В 1969 году он вышел на пенсию. В середине 1980-х именование Creative Playthings было продано компании, производящей оборудование для игровых площадок.